# AA Coruripe
AA Coruripe is een Braziliaanse voetbalclub uit Coruripe, in de staat Alagoas.

## Geschiedenis
De club werd opgericht in 2003. Datzelfde jaar kon de club promoveren naar de hoogste klasse van het staatskampioenschap. In het eerste seizoen bereikte de club al de finale tegen Corinthians Alagoano, maar verloor deze. Door deze goede prestatie mocht de club ook aan de Série C deelnemen dat jaar, echter werden ze in de eerste fase reeds uitgeschakeld. Ook in 2005 eindigde de club tweede, nu was ASA te sterk. Ze namen dat jaar deel aan de Copa do Brasil, waarin ze uitgeschakeld werden door Fortaleza. In de Série C ging het dit jaar beter. In de eerste fase werd de club groepswinnaar met zes punten voorsprong op América de Natal. In de knock-outfase versloegen ze eerst Icasa maar ging dan de boot in tegen América de Natal. 
Het volgende seizoen werd de club wel staatskampioen. Ze speelden de finale tegen CSA en wonnen de heenwedstrijd met 1-0 en verloren de terugwedstrijd met diezelfde cijfers, in de strafschoppenreeks werd het 6-5 voor Coruripe. Een jaar later werd de titel nog eens verlengd. In de Série C kon de club in 2007 de derde groepsfase bereiken. In 2012 degradeerde de club uit de hoogste klasse van de staatscompetitie, maar kon na één seizoen terugkeren. 

## Erelijst
Campeonato Alagoano
2006, 2007